# Петро Перший (фільм)
«Петро Перший» (рос. «Петр Первый») — російський радянський двосерійний історико-біографічний художній фільм, знятий на Ленінградській ордена Леніна кіностудії «Ленфільм» режисером Володимиром Петровим за однойменною п'єсою Олексія Толстого, присвячений життю і діяльності російського імператора Петра I.
Зйомки першої серії фільму були закінчені в 1937 році.

## Зміст
Фільм розповідає про переломну епоху в існуванні російської Імперії. Великий імператор та державний діяч Петро I під впливом заходу здійснив істотний внесок у зміну укладу життя країни. Про його діяння, придворні змови та життя і піде мова у кінострічці.

## Ролі
- Микола Симонов — Петро I
- Микола Черкасов — царевич Олексій
- Алла Тарасова — Катерина I
- Михайло Жаров — А. Д. Меншиков
- Михайло Тарханов — Б. П. Шереметєв
- Віктор Добровольський — Федька; П. І. Ягужинський
- Н. Рошефор — Микита Демидов
- Федір Богданов — Іван Бровкин
- Микола Литвинов — П. П. Шафіров
- Ірина Зарубіна — Єфросинія
- Г. Орлов — Жемов
- Олександр Ларіков — старий солдат
- Петро Кузнецов — Вяземський
- Анатолій Ржанов — Долгорукий
- Ніна Латоніна — Ольга Буйносова (роль помилковості приписана — М. Сафронової)
- Костянтин Гібшман — Буйносов
- Володимир Гардін — граф П. А. Толстой
- Едгар Гаррік — король шведський Карл XII
- Олексій Ватуля — Іван Мазепа
- Володимир Єршов — іноземний посол
- Н. Корсакпаєв — Абдурахман (озвучує Михайло Глузський)
- Євген Агієв — епізод (в титрах не вказаний)
- Давид Гутман — сер Оборн (в титрах не вказаний)
- Микола Мічурин — кабінет-секретар Макаров (в титрах не вказаний)
- Іван Новосельцев — гонець (в титрах не вказаний)
- Георгій Куровський — Євреїнов (в титрах не вказаний)

## Знімальна група
- Сценарій:
  - Першої серії — Олексія Толстого, Володимира Петрова, Миколи Лещенко
- Постановка — Володимира Петрова
- Оператори: 1-й серії] — В'ячеслав Горданов, Володимир Яковлєв
- Композитор — Володимир Щербачов
- Звукооператори: Першої серії — Захар Залкинд
- Художники: Першої серії — Микола Суворов
- Грими — Антон Анджалі
- Монтаж — Ніна Керстенс
- Директор картини — Борис Сократилін (перша серія)
- Директор картини — А. Горський (друга серія)
- Художній керівник — Адріан Піотровський

Фільм відновлений на кіностудії «Мосфільм» в 1965 році.

Режисер відновлення — Тамара Лісиціан

Звукооператор — Н. Тимарцев

## Вихідні дані
- Виробництво: Ленінградської ордена Леніна кіностудії «Ленфільм»
- Тривалість двох серій: 194 хв.
- Колір: чорно-білий.
- Звук: моно.
- Мова: російська.
- Кіноплівка: 35 мм.

## Цікаві факти
- У 1965 р. фільм був відновлений. Мабуть, тоді була сильно скорочена друга серія, — кілька сцен було взагалі вирізано (сцена втечі робітних людей на Дон, підписання царевичем Олексієм Петровичем маніфесту, відвідування царевичем, Єфросинією і Буйносова селянської хати, розмова Петра I з «найстарішою людиною» на святі на честь Ніштадського миру та ін) Перша серія була скорочена незначно (зокрема, відсутня сцена цілування придворними руки Катерині Олексіївні та сильно скорочена сцена повені). Крім того, велика кількість сцен в обох серіях було переозвучено, текстові вставки частково прибрані, частково замінені закадровим текстом, титри повністю перемонтовані. В даний час в Інтернеті можна скачати обидві версії фільму — справжню 1937—1938 рр.. і «відновлену».

## Нагороди
- Приз на виставці в Парижі (1937).
- Сталінська премія (1941) I ступеня — Михайло Жаров, Володимир Петров, Микола Симонов.

## Релізи

### (VHS\DVD)
З початку 1990-х років фільм випущений в двохкасетних виданнях VHS кіновідеооб'єднання «Крупний план», ще в 1990-ті роки студією «48 годин». На початку 2000-х випускався на двох VHS студією «Ленфільм-Відео» та компанією «Майстер Тейп». У 2000-х роках фільм випущений на DVD компанією «Відеобаза». 17 травня 2012 року випущений на DVD студією «Союз-Відео».